# Flags of the World
Flag of the World (viết tắt FOTW hoặc FotW) là một hiệp hội và tài nguyên kỳ học dựa trên Internet. Dự án chính của nó là trang web lớn nhất của Internet dành cho vexillology, chứa thông tin toàn diện về tất cả các loại cờ, và danh sách gửi thư liên quan. Danh sách gửi thư bắt đầu như một nhóm thảo luận vào khoảng tháng 9 năm 1993, trong khi trang web được thành lập bởi Giuseppe Bottasini vào cuối năm 1994, và Rob Raeside đã đảm nhận vị trí giám đốc vào năm 1998. Flags of the World trở thành thành viên thứ 56 của FIAV vào năm 2001.
Flag of the World tự mô tả nó là "... một nhóm Internet, mục đích duy nhất là sự tiến bộ của việc theo đuổi khoa học, đó là sự sáng tạo và phát triển của một nhóm kiến thức về cờ và cách sử dụng tất cả các loại cờ".
Cả trang web và danh sách gửi thư đều hoạt động bằng tiếng Anh, mặc dù có các thành viên từ khắp nơi trên thế giới và thông tin như vậy từ nhiều ngôn ngữ được dịch và đưa vào. Danh sách gửi thư được theo dõi bởi FOTW Listmaster, trong khi công việc trên trang web được điều phối bởi Giám đốc biên tập FOTW.

## Trang web
Một đội ngũ biên tập gồm 21 tình nguyện viên không được trả lương  quản lý và chỉnh sửa trang web FOTW, trong đó (tính đến năm 2013) có hơn 53.000 trang về cờ và hơn 102.000 hình ảnh về cờ, và cũng bao gồm một từ điển trực tuyến rộng rãi về vexillology.
Trang web được cập nhật mỗi tuần một lần với các tài liệu mới; một số gương cập nhật hàng tháng. Do số lượng lớn tài liệu có tồn đọng chỉnh sửa, khiến một số khu vực của FOTW chứa thông tin lỗi thời. Ngoài ra còn có một số gương chưa được cập nhật trong các khoảng thời gian khác nhau và do đó được coi là "lịch sử".